# Petrodólar

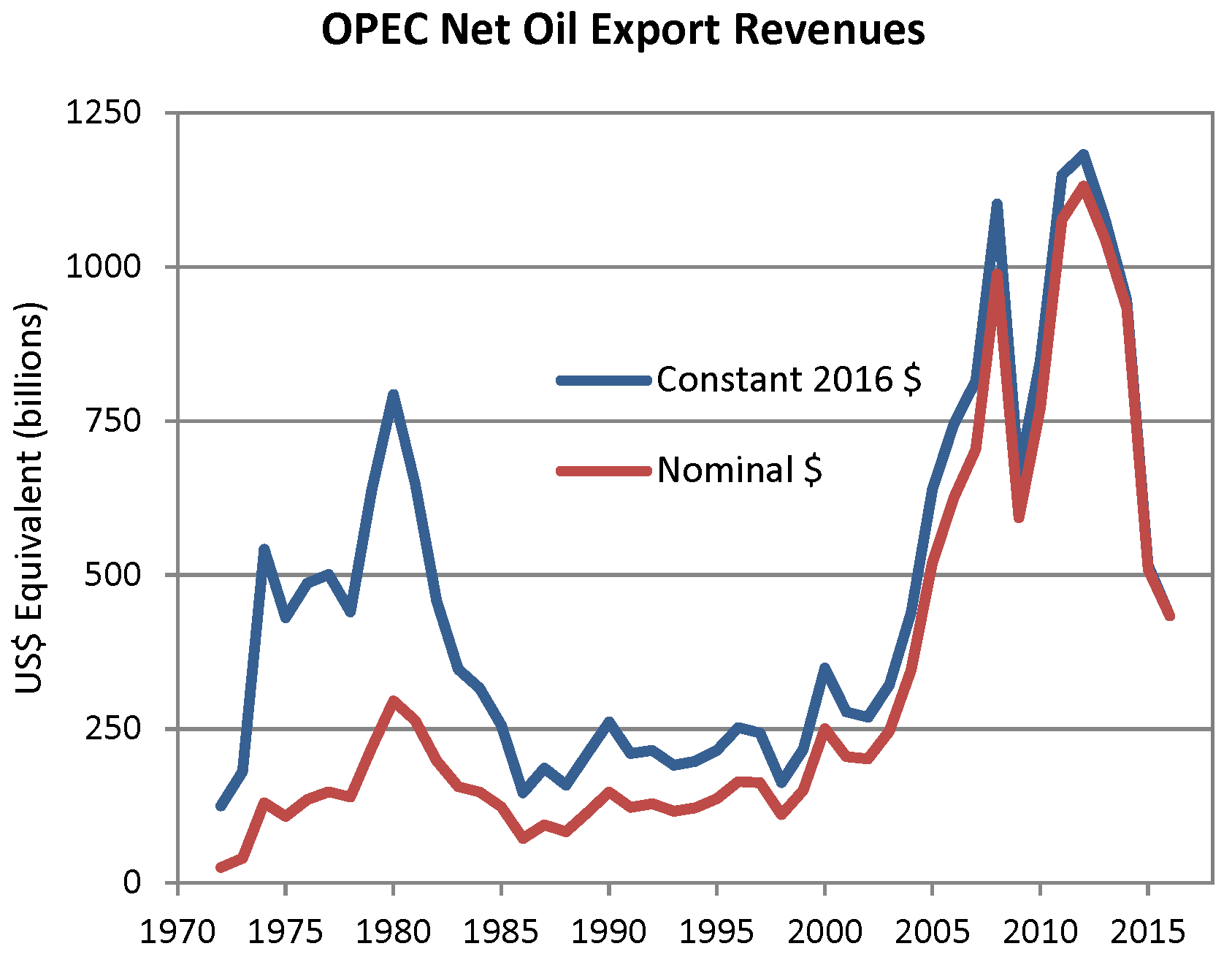
Flutuações das receitas líquidas de exportação de petróleo da OPEP desde 1972, mostrando níveis elevados ajustados pela inflação durante 1974-1981 e 2005-2014

Petrodólares são as divisas (em geral, dólares) originárias da exportação de petróleo. Países extrativistas como os membros da Organização dos Países Exportadores de Petróleo (OPEP), Canadá ou Rússia são pagos por seus recursos em dólares americanos. Os recursos são posteriormente convertidos em suas respectivas moedas nacionais e "reciclados" de volta na indústria de energia ou na economia local.
O termo “petrodólar” também é usado para se referir ao princípio de que a demanda por petróleo será lastreada em dólares americanos após o cancelamento do padrão-ouro.

## Reciclagem de petrodólares
A reciclagem de petrodólares é o gasto ou investimento internacional das receitas de um país com as exportações de petróleo (os "petrodólares"). Geralmente se refere ao fenômeno das principais nações exportadoras de petróleo, principalmente os membros da OPEP mais a Rússia e a Noruega, ganhando mais dinheiro com a exportação de petróleo bruto do que poderiam investir com eficiência em suas próprias economias. As interdependências globais e fluxos financeiros resultantes, dos produtores de petróleo aos consumidores de petróleo, podem atingir uma escala de centenas de bilhões de dólares americanos por ano - incluindo uma ampla gama de transações em uma variedade de moedas, algumas atreladas ao dólar americano e outras não. Esses fluxos são fortemente influenciados por decisões a nível governamental em relação ao investimento e ajuda internacional, com consequências importantes para as finanças globais e as políticas petrolíferas. O fenômeno é mais pronunciado durante os períodos em que o preço do petróleo é historicamente alto.
O termo petrodólar foi cunhado no início dos anos 1970 durante a crise do petróleo, e o primeiro grande aumento do petrodólar (1974–1981) resultou em mais complicações financeiras do que o segundo (2005–2014).
Em agosto de 2018, a Venezuela declarou que iria precificar seu petróleo em euros, yuans e outras moedas.

## Fluxo de capital

### Panorama
Especialmente durante os anos de 1974 a 1981 e 2005 a 2014, os exportadores de petróleo acumularam grandes excedentes de "petrodólares" graças ao preço historicamente alto. (A palavra foi creditada alternadamente ao economista egípcio-americano Ibrahim Oweiss e ao ex-secretário de Comércio dos EUA Peter G. Peterson, ambos em 1973.)  Esses excedentes de petrodólares poderiam ser descritos como equivalentes em dólares americanos líquidos ganhos com a exportação de petróleo, além das necessidades de desenvolvimento interno das nações exportadoras. Os excedentes não puderam ser investidos de forma eficiente em suas próprias economias, devido às pequenas populações ou estar em estágios iniciais de industrialização; mas os excedentes poderiam ser proveitosamente investidos em outras nações ou gastos em importações, como produtos de consumo, suprimentos de construção e equipamento militar. Alternativamente, o crescimento econômico global teria sofrido se esse dinheiro fosse retirado da economia mundial, enquanto as nações exportadoras de petróleo precisavam ser capazes de investir lucrativamente para elevar seus padrões de vida a longo prazo.

### Primeiro auge de 1974 a 1981
Embora a reciclagem do petrodólar tenha reduzido o impacto recessivo de curto prazo da crise petrolífera de 1973, ela causou problemas especialmente para os países importadores de petróleo que estavam pagando preços muito mais altos pelo petróleo e incorrendo em dívidas de longo prazo. O Fundo Monetário Internacional (FMI) estimou que a dívida externa de 100 países em desenvolvimento importadores de petróleo aumentou 150% entre 1973 e 1977, que foi complicada ainda mais devido à volatilidade nas taxas de câmbio mundiais. Johan Witteveen, o Diretor-Gerente do FMI, disse em 1974: "O sistema monetário internacional está enfrentando seu período mais difícil desde os anos 1930". O FMI administrou um novo programa de empréstimos durante 1974-1976, denominado Oil Facility. Financiado por nações exportadoras de petróleo e outros credores, estava disponível para nações que sofriam de problemas agudos em sua balança comercial devido ao aumento dos preços do petróleo, incluindo Itália e Reino Unido, bem como dezenas de países em desenvolvimento.
De 1974 a 1981, o superávit total em caixa de todos os membros da OPEP foi de US$ 450 bilhões, sem aumento nas décadas subsequentes de inflação. Noventa por cento desse excedente foi acumulado pelos países árabes do Golfo Pérsico e da Líbia, com o Irã também acumulando excedentes significativos de petróleo ao longo de 1978, antes de sofrer as adversidades da revolução, guerra e sanções.
Grandes volumes de petrodólares árabes foram investidos diretamente em títulos do Tesouro dos Estados Unidos e em outros mercados financeiros das principais economias industriais, muitas vezes dirigidos discretamente por entidades governamentais agora conhecidas como fundos soberanos. Muitos bilhões de petrodólares também foram investidos por meio dos principais bancos comerciais dos Estados Unidos e da Europa. Na verdade, o processo contribuiu para o crescimento do mercado de eurodólares como um rival menos regulamentado dos mercados monetários dos Estados Unidos. Como a condição recessiva da economia mundial tornou o investimento em corporações menos atraente, banqueiros e governos bem financiados emprestaram grande parte do dinheiro diretamente aos governos dos países em desenvolvimento, especialmente na América Latina, como Brasil e Argentina, bem como outras grandes nações em desenvolvimento como a Turquia. A crise do petróleo de 1973 criou uma grande escassez de dólares nesses países; no entanto, eles ainda precisavam financiar suas importações de petróleo e maquinário. No início de 1977, o líder da oposição na Turquia, Suleyman Demirel descreveu tamanha escassez como: "A Turquia está precisando de 70 centavos". Como o jornalista político William Greider resumiu a situação: "Os bancos coletaram os depósitos de governos da OPEP ricos em receitas e emprestaram o dinheiro aos países em desenvolvimento para que pudessem evitar a falência." Nas décadas subsequentes, muitas dessas nações em desenvolvimento descobriram que suas dívidas acumuladas eram impagáveis, concluindo que era uma forma de neocolonialismo do qual o alívio da dívida era a única saída.

### Auge de 2005-2014

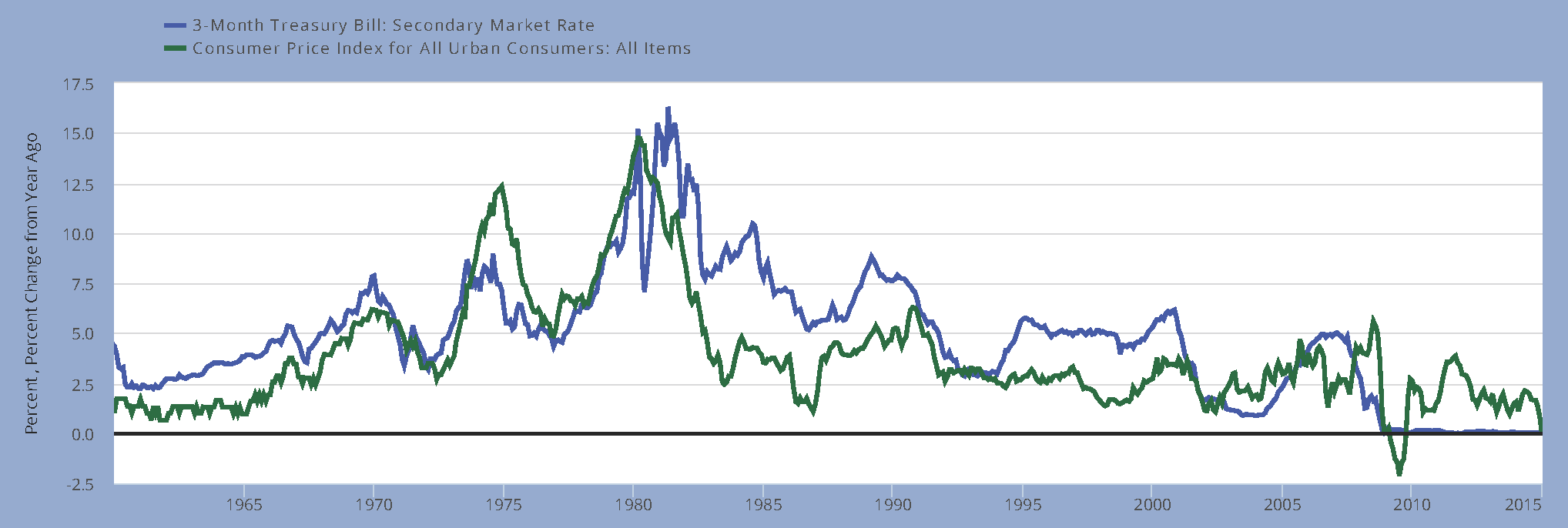
A inflação e as taxas de juros aumentaram com os preços do petróleo na década de 1970, mas não na década de 2000.

No segundo auge dos petrodólares ocorrido entre 2005 e 2014, os tomadores de decisões financeiras puderam se beneficiar um pouco das lições e experiências do ciclo anterior. As economias em desenvolvimento geralmente permaneceram mais equilibradas do que na década de 1970; a economia mundial era menos intensiva em petróleo; e a inflação global e as taxas de juros foram muito mais bem contidas. Os exportadores de petróleo optaram por fazer a maior parte de seus investimentos diretamente em uma ampla gama de mercados globais, e o processo de reciclagem era menos dependente de canais intermediários, como bancos internacionais e o FMI.
Graças aos aumentos históricos do preço do petróleo de 2003 a 2008, as receitas da OPEP aproximaram-se de US$ 1 trilhão por ano em 2008 e 2011-2014. Além dos países da OPEP, superávits substanciais também foram acumulados na Rússia e na Noruega, e os fundos soberanos em todo o mundo acumularam US$ 7 trilhões entre 2014 e 2015. Alguns exportadores de petróleo não conseguiram colher todos os benefícios, já que as economias nacionais do Irã, Iraque, Líbia, Nigéria e Venezuela sofreram obstáculos políticos de vários anos associados ao que os economistas chamam de "maldição dos recursos naturais". A maioria dos outros grandes exportadores acumulou reservas financeiras suficientes para amortecer o choque quando os preços do petróleo e os superávits de petrodólares caíram drasticamente novamente devido ao excesso de oferta de petróleo em 2014-2017.

## Ajuda externa
Os países exportadores de petróleo têm usado parte de seus excedentes de petrodólares para financiar programas de ajuda externa, como um exemplo proeminente da chamada "diplomacia do talão de cheques" ou "petro-islamismo". O Fundo do Kuwait foi um dos primeiros líderes desde 1961, e alguns países árabes se tornaram alguns dos maiores doadores desde 1974, inclusive por meio do FMI e do Fundo da OPEP para o Desenvolvimento Internacional. Os exportadores de petróleo também ajudaram as nações mais pobres indiretamente por meio de remessas pessoais enviadas para casa por dezenas de milhões de trabalhadores estrangeiros no Oriente Médio, embora suas condições de trabalho sejam geralmente difíceis. Ainda mais polêmico, vários exportadores de petróleo têm sido grandes apoiadores financeiros de grupos armados que desafiam os governos de outros países.
O alto preço do petróleo permitiu que a URSS apoiasse as economias em dificuldades do bloco soviético durante o primeiro aumento do petrodólar de 1974-1981, e a perda de renda durante o excesso de petróleo dos anos 1980 contribuiu para o colapso do bloco em 1989. Durante o aumento do petrodólar de 2005-2014, a Venezuela, membro da OPEP, desempenhou um papel semelhante no apoio a Cuba e outros aliados regionais, antes que a retração do petróleo de 2014-2017 levasse a Venezuela à sua própria crise econômica.

## Guerra dos petrodólares
O termo guerra de petrodólares se refere à teoria de que a motivação das ofensivas militares dos Estados Unidos é preservar pela força o status do dólar americano como moeda de reserva dominante no mundo e como a moeda em que o petróleo é precificado. O termo foi cunhado por William R. Clark, que escreveu um livro com o mesmo título.

### A hipótese
O dólar dos Estados Unidos continua sendo a moeda mundial de facto. Consequentemente, quase todas as vendas de petróleo em todo o mundo são lastreadas em dólares dos Estados Unidos (USD). Como a maioria dos países depende das importações de petróleo, eles são forçados a manter grandes estoques de dólares para continuar as importações. Isso cria uma demanda consistente por dólares americanos e sustenta ostensivamente o valor do dólar americano, independentemente das condições econômicas nos Estados Unidos.
De acordo com os proponentes da hipótese da guerra do petrodólar, isso, por sua vez, supostamente permite ao governo dos Estados Unidos obter receitas por meio da senhoriagem e da emissão de títulos a taxas de juros mais baixas do que supostamente seriam capazes de outra forma. Como resultado, o governo dos EUA, de acordo com essa teoria, pode incorrer em déficits orçamentários maiores em um nível mais sustentável do que a maioria dos outros países. A teoria aponta que um dólar mais forte também significa que os bens importados para os Estados Unidos são relativamente baratos (embora as exportações do país se tornem relativamente mais caras para o resto do mundo).
Outro componente da hipótese é que o preço do petróleo é mais estável nos EUA do que em qualquer outro lugar, já que os importadores não precisam se preocupar com as oscilações do câmbio. Como os EUA importam uma grande quantidade de petróleo, seus mercados dependem fortemente do petróleo e seus derivados (querosene de aviação, óleo diesel, gasolina, etc.) para suas necessidades de energia. Como o preço do petróleo pode ser um fator político importante, os governos dos EUA são bastante sensíveis ao preço do petróleo.
Concorrentes políticos dos Estados Unidos, portanto, têm algum interesse em ver o petróleo denominado em euros ou outras moedas. A UE também poderia, teoricamente, acumular os mesmos benefícios se o euro substituísse o dólar.

### História
O sistema de petrodólares se originou no início dos anos 1970, na esteira do colapso de Bretton Woods. O presidente Richard Nixon e seu secretário de Estado, Henry Kissinger, temiam que o abandono do padrão ouro internacional sob o acordo de Bretton Woods (combinado com um crescente déficit comercial dos EUA e uma dívida maciça associada à Guerra do Vietnã em curso) causasse um declínio na a demanda global relativa do dólar americano. Em uma série de encontros, os Estados Unidos - representados pelo então secretário de Estado norte-americano Henry Kissinger - e a família real saudita fizeram um acordo. Os Estados Unidos ofereceriam proteção militar para os campos de petróleo da Arábia Saudita e, em troca, os sauditas fixariam o preço de suas vendas de petróleo exclusivamente em dólares dos Estados Unidos (em outras palavras, os sauditas deveriam recusar todas as outras moedas, exceto o dólar dos Estados Unidos, como pagamento por suas exportações de petróleo).
Em 1975, todas as nações produtoras de petróleo da OPEP concordaram em precificar seu petróleo em dólares e investir os lucros do petróleo excedente em títulos de dívida do governo dos EUA em troca de ofertas semelhantes pelos EUA.

### Eventos políticos

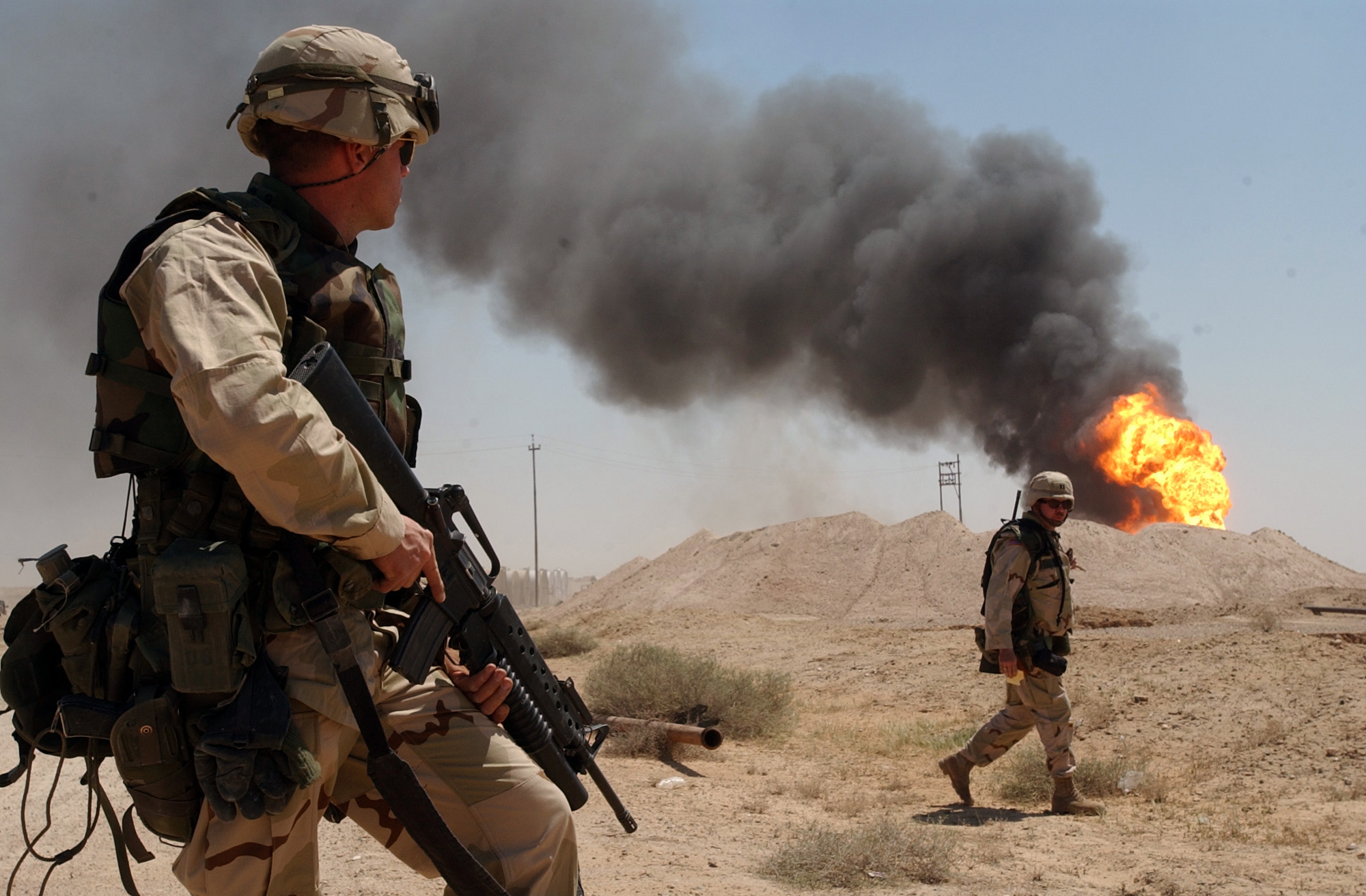
Um soldado dos EUA está de guarda perto de um poço de petróleo em chamas no campo de petróleo de Rumaila, Iraque, abril de 2003

Em 2000, o Iraque converteu todas as suas transações de petróleo sob o programa Oil for Food (Petróleo por alimentos) para euros, embora a medida tenha sido considerada pelos analistas como "indo contra a lógica financeira", uma vez que significava que o Iraque ganharia menos juros sobre as receitas do petróleo, que foram mantidos em uma conta de custódia monitorada pela ONU em Nova York. Além disso, a mudança criaria "novos processos administrativos complicados" porque Bagdá decidiu manter também seus depósitos existentes em dólares, o que significava que o programa petróleo por alimentos manteria duas contas, uma em dólares e outra em euros.
Vários comentaristas escrevendo simultaneamente com a escalada para a invasão ligaram a redenominação do petróleo do Iraque em novembro de 2000 de dólares para euros e a possibilidade de adoção generalizada do euro como padrão de precificação do petróleo ao risco que isso colocaria no pós-Bretton Woods e o impacto que isso teria na economia dos EUA, e teorizou que um dos propósitos fundamentais da guerra no Iraque seria forçar o Iraque a voltar a precificar seu petróleo em dólares americanos.
Depois que os EUA invadiram o Iraque em 2003, o Iraque devolveu a denominação de suas vendas de petróleo ao dólar dos EUA, apesar da então queda no valor do dólar.
O governo da República Islâmica do Irã considera ostensivamente essa teoria como um fato. Como retaliação a essa política, que Teerã vê como "neoimperialismo", o Irã se esforçou para criar sua própria bolsa, que passou a vender petróleo em ouro, euros, dólares e ienes japoneses. Em meados de 2006, a Venezuela indicou "apoio" à decisão do Irã de oferecer o comércio global de petróleo na moeda euro.Muammar Gaddafi, da Líbia, tentou implementar o plano ouro por petróleo em 2011 e a introdução de um dinar de ouro líbio.
Em 2005, William Roberts Clark, Professor e Docente Associado, o Departamento de Ciência Política, Centro de Estudos Políticos, Universidade de Michigan, Ann Arbor, publicou um trabalho que afirmava que uma "guerra de petrodólares" estava em andamento principalmente entre o euro e o dólar americano no campo do comércio mundial de petróleo.
Ao longo dos anos, vários estudiosos expressaram a opinião de que a Guerra do Iraque foi conduzida para reafirmar a hegemonia do dólar na esteira das tentativas de Saddam Hussein de trocar o petrodólar no comércio de petróleo e vender o petróleo iraquiano em troca de outras moedas ou commodities.

## Galeria de exemplos notáveis
Essas imagens ilustram a diversidade das principais atividades de reciclagem de petrodólares, em ordem aproximadamente cronológica:

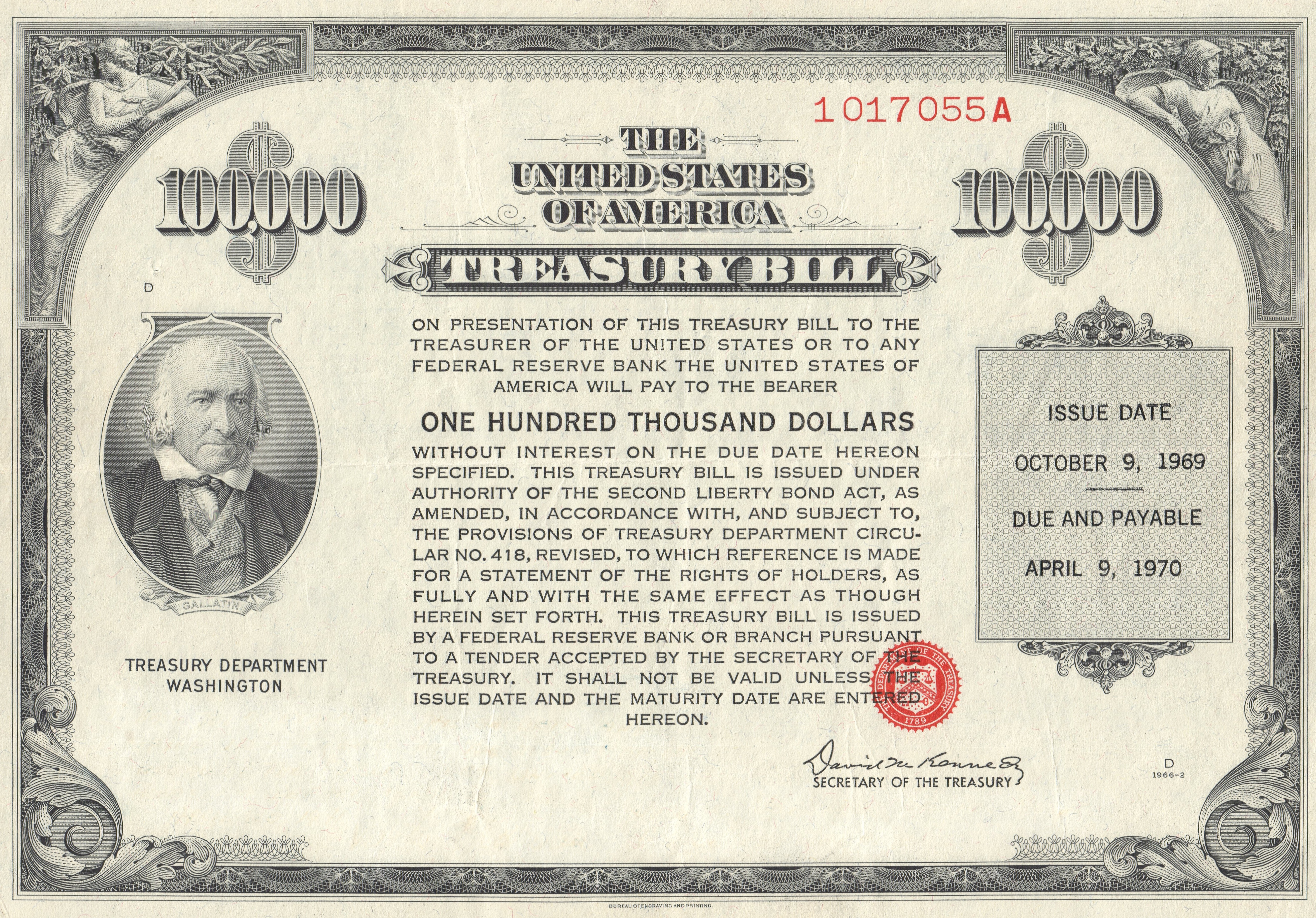
Títulos do Tesouro dos EUA, aproximadamente $300 bilhões acumulados pelos governos da OPEP durante 1960–2015.
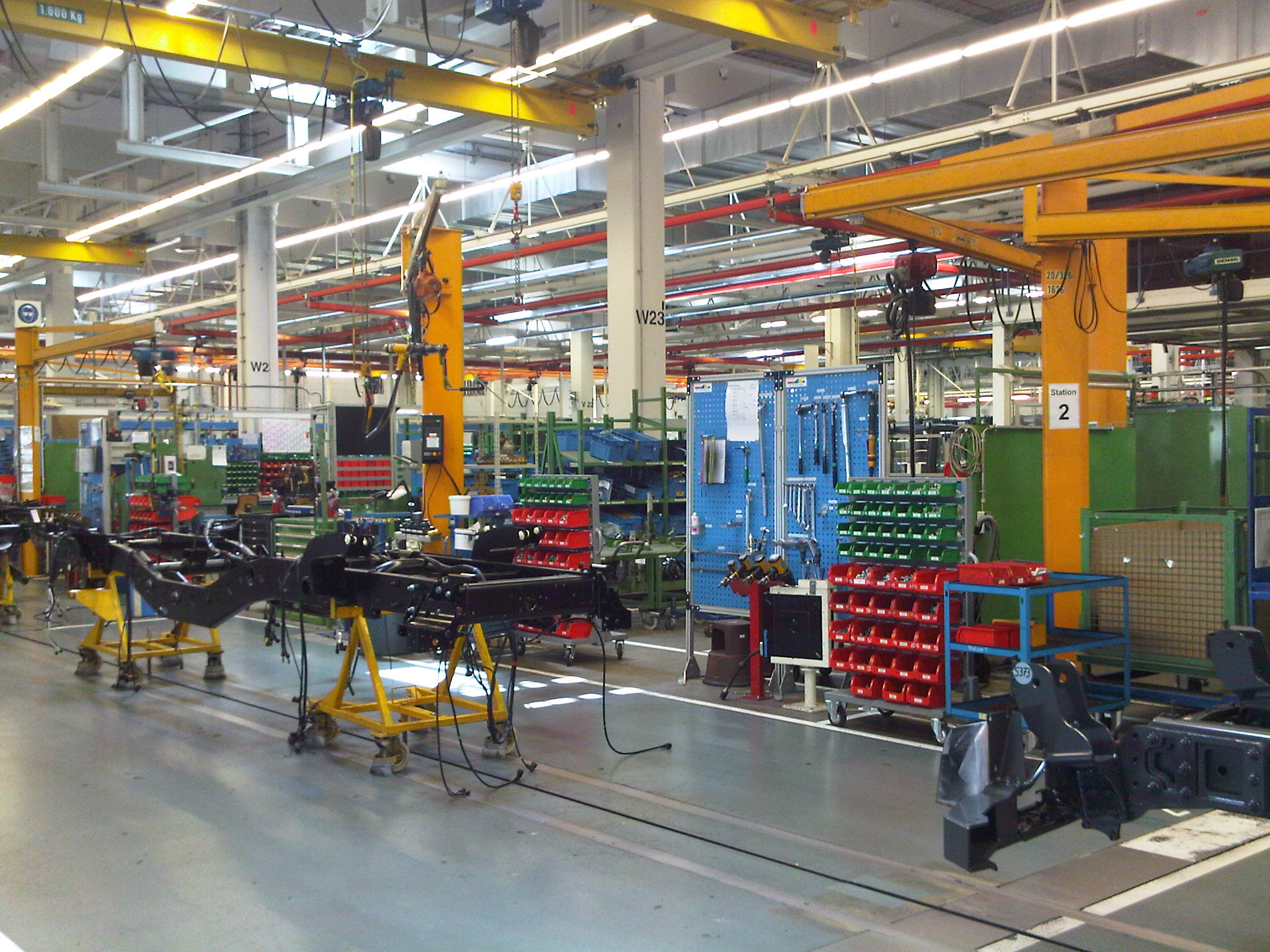
Fábrica alemã de veículos para Daimler, cujo maior acionista consistente desde 1974 é o Kuwait
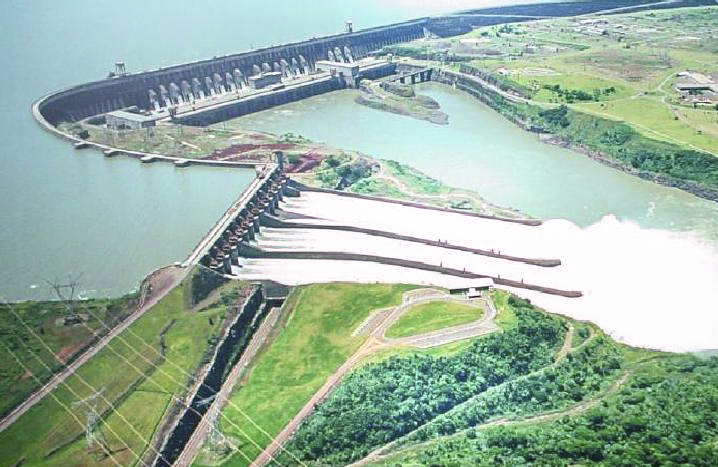
Usina hidrelétrica de Itaipu entre Brasil e Paraguai, financiada por empréstimos de depósitos bancários de petrodólares na década de 1970
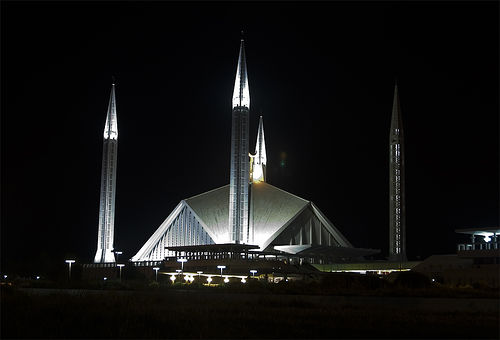
Mesquita Faisal do Paquistão, construída de 1976 a 1986, um presente do rei Faisal da Arábia Saudita
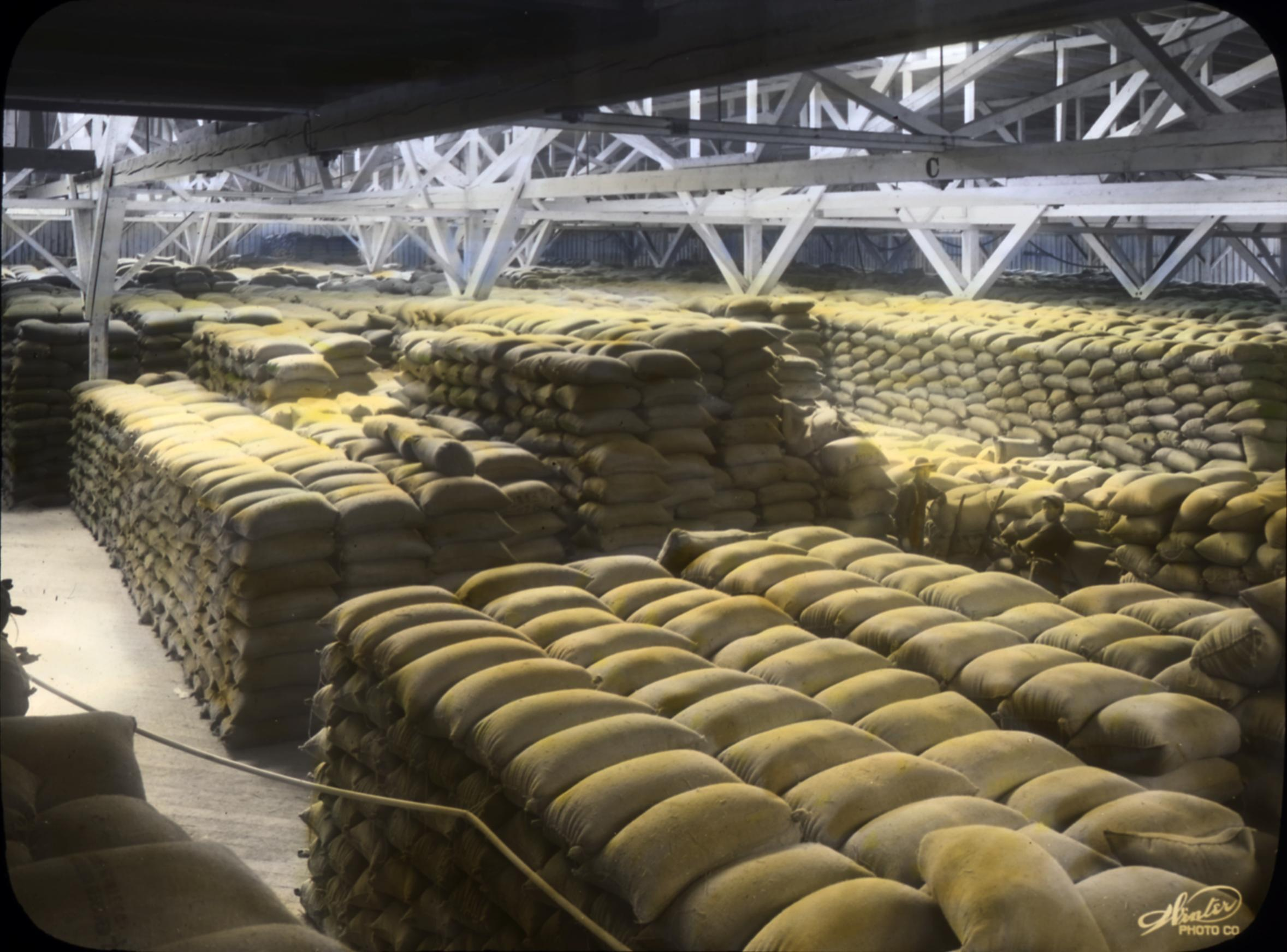
Grãos ocidentais, fortemente importados pela União Soviética para diminuir a escassez de alimentos nas décadas de 1970 e 1980
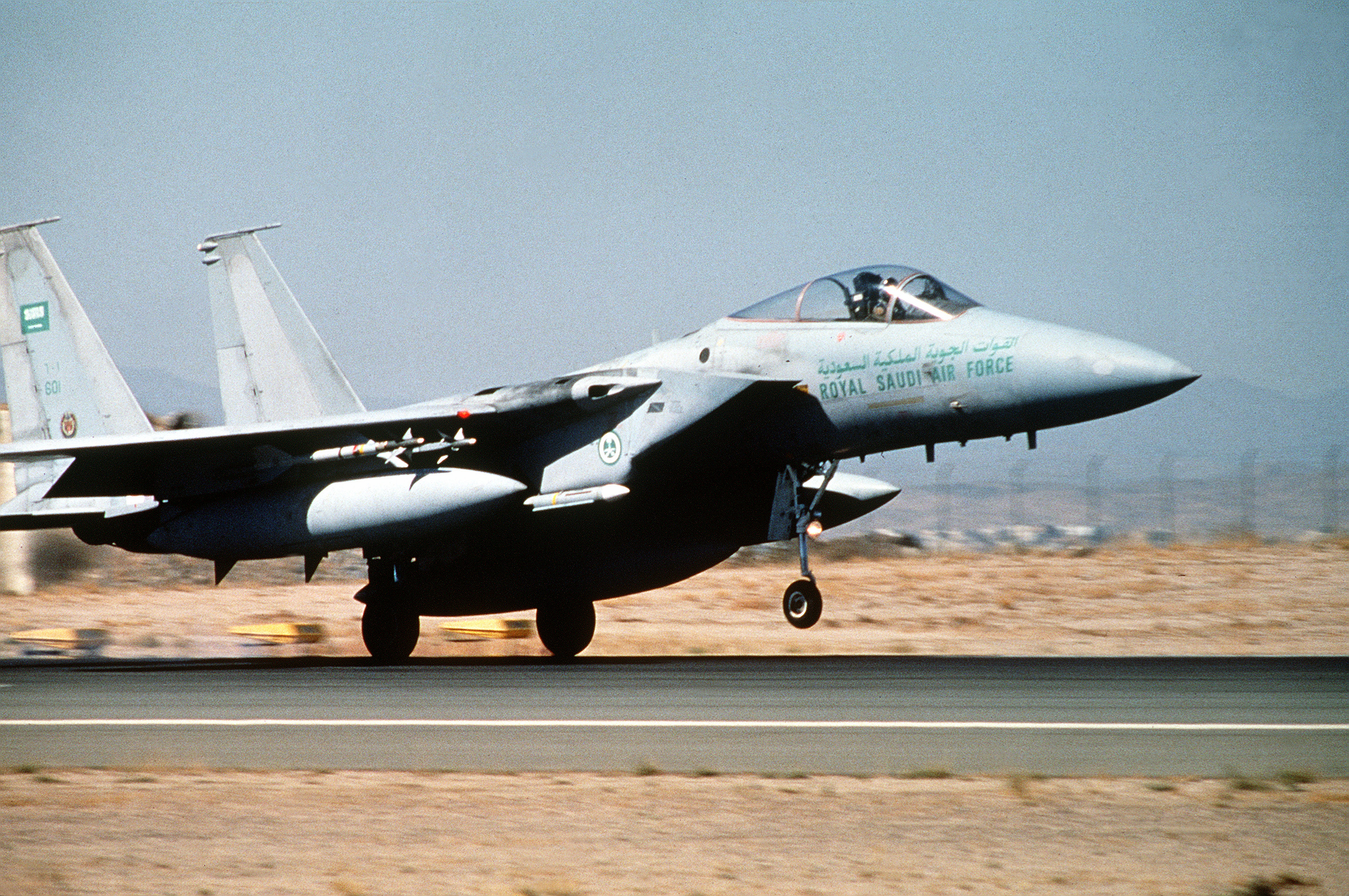
Caça a jato F-15 de fabricação americana, de propriedade da Força Aérea Real Saudita desde 1981
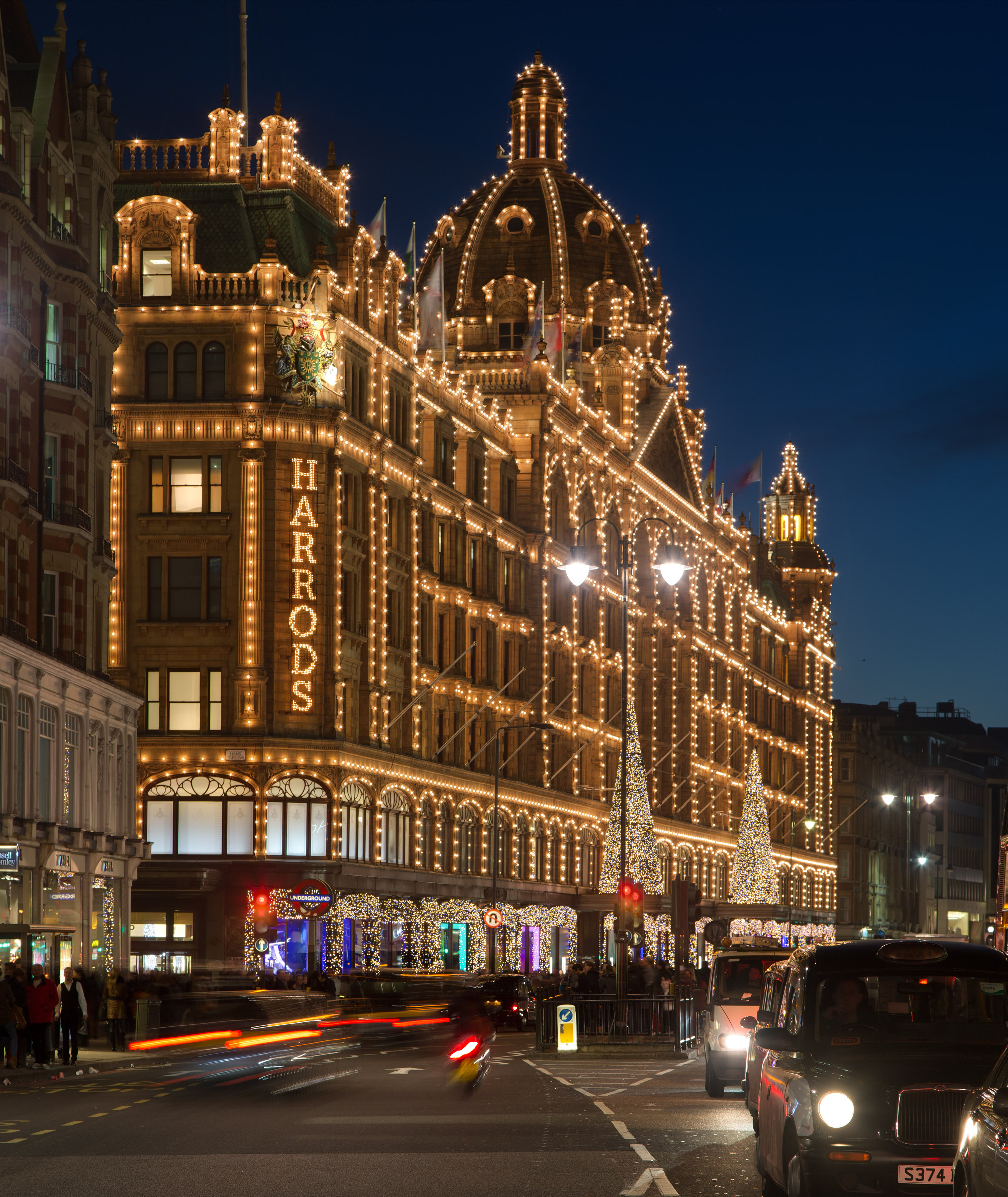
Loja de departamentos Harrods em Londres, de propriedade árabe desde 1985
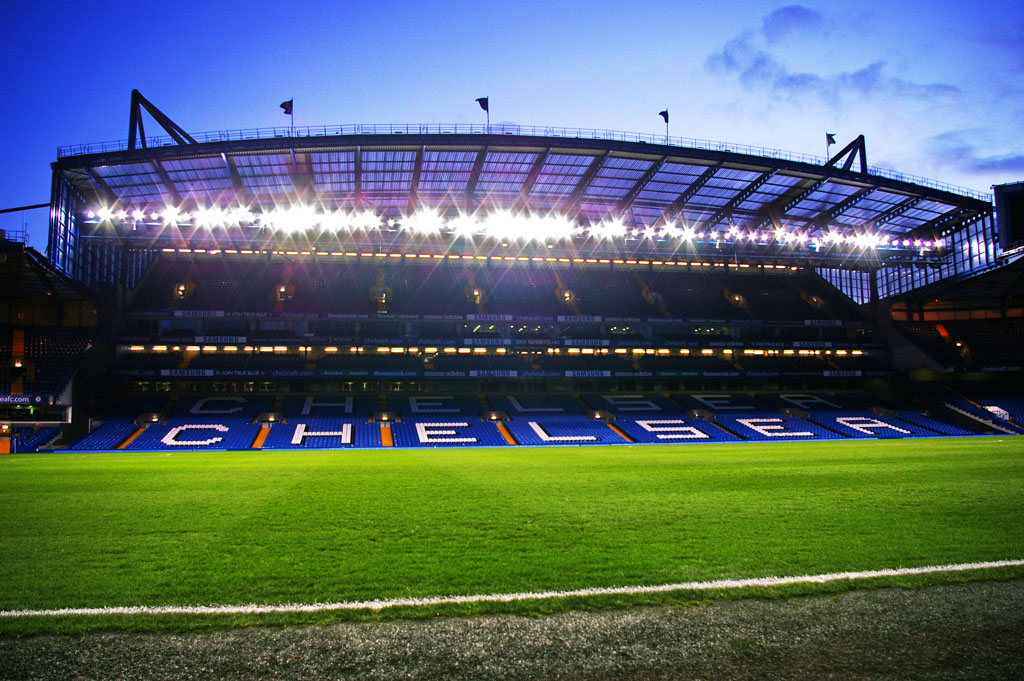
Chelsea Football Club de Londres, de propriedade russa desde 2003 por meio da fortuna do petróleo da Sibneft (agora Gazprom)
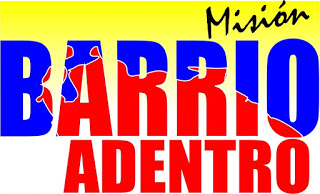
Programa "Petróleo por médicos", com milhares de médicos cubanos ancorando o sistema de saúde venezuelano desde 2004
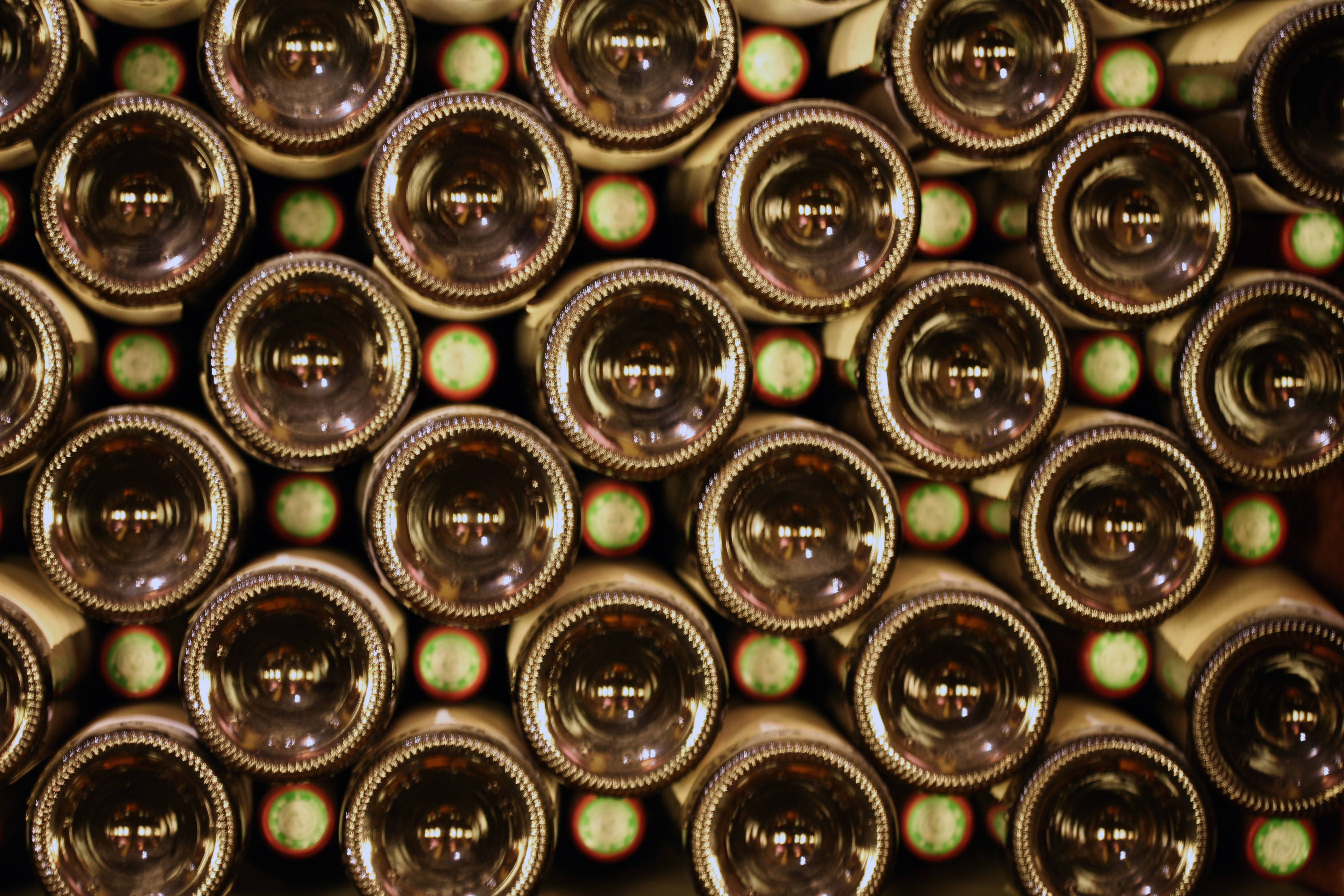
Garrafas de vinho francês premium, milhões dos quais foram comprados pela companhia aérea Emirates de Dubai desde 2005
Turkish Telecom Corp, cujo controle foi privatizado para a organização Saudi Oger em 2005 com o apoio do FMI[75]
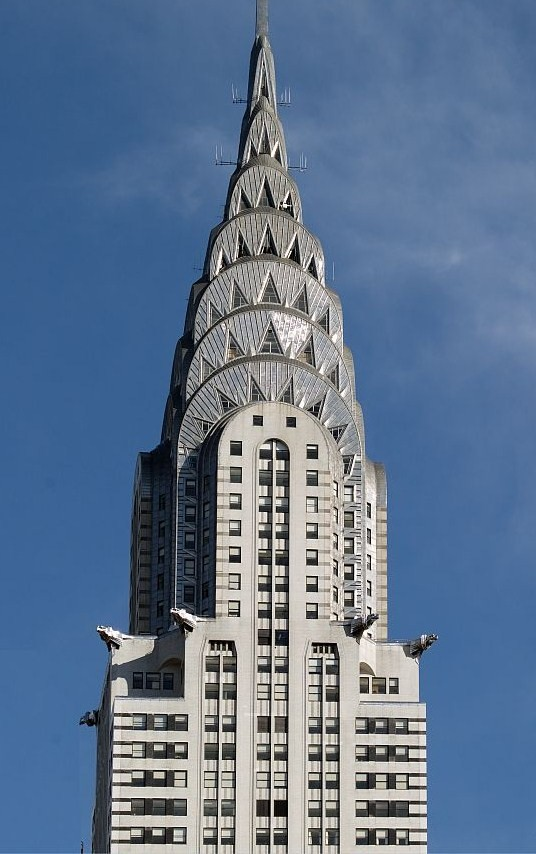
Edifício Chrysler de Nova York, 90% pertencente ao Conselho de Investimentos de Abu Dhabi desde 2008
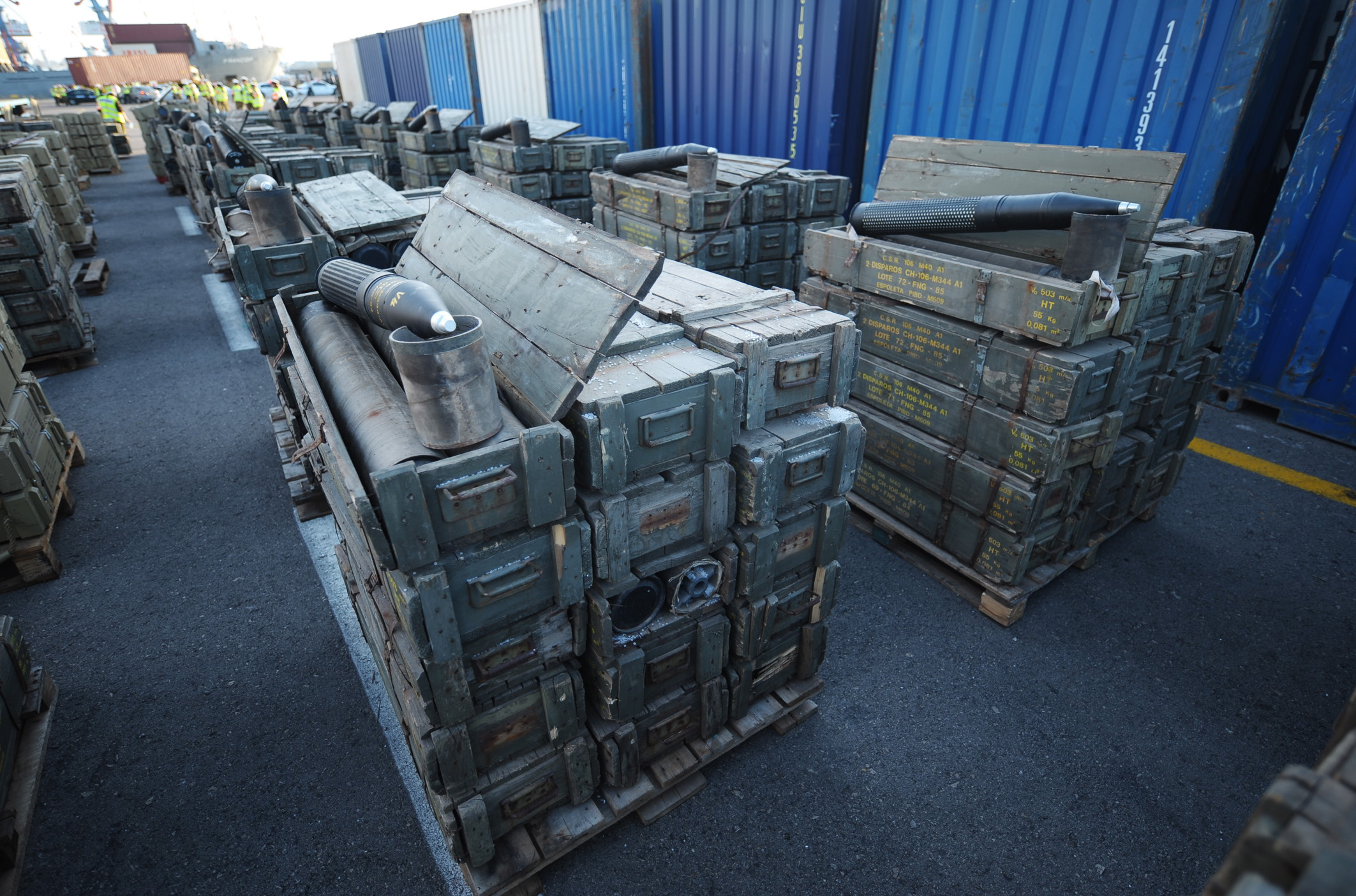
Carregamentos de armas iranianas para o Líbano e a Síria, incluindo mais de 300 toneladas interceptadas em 2009
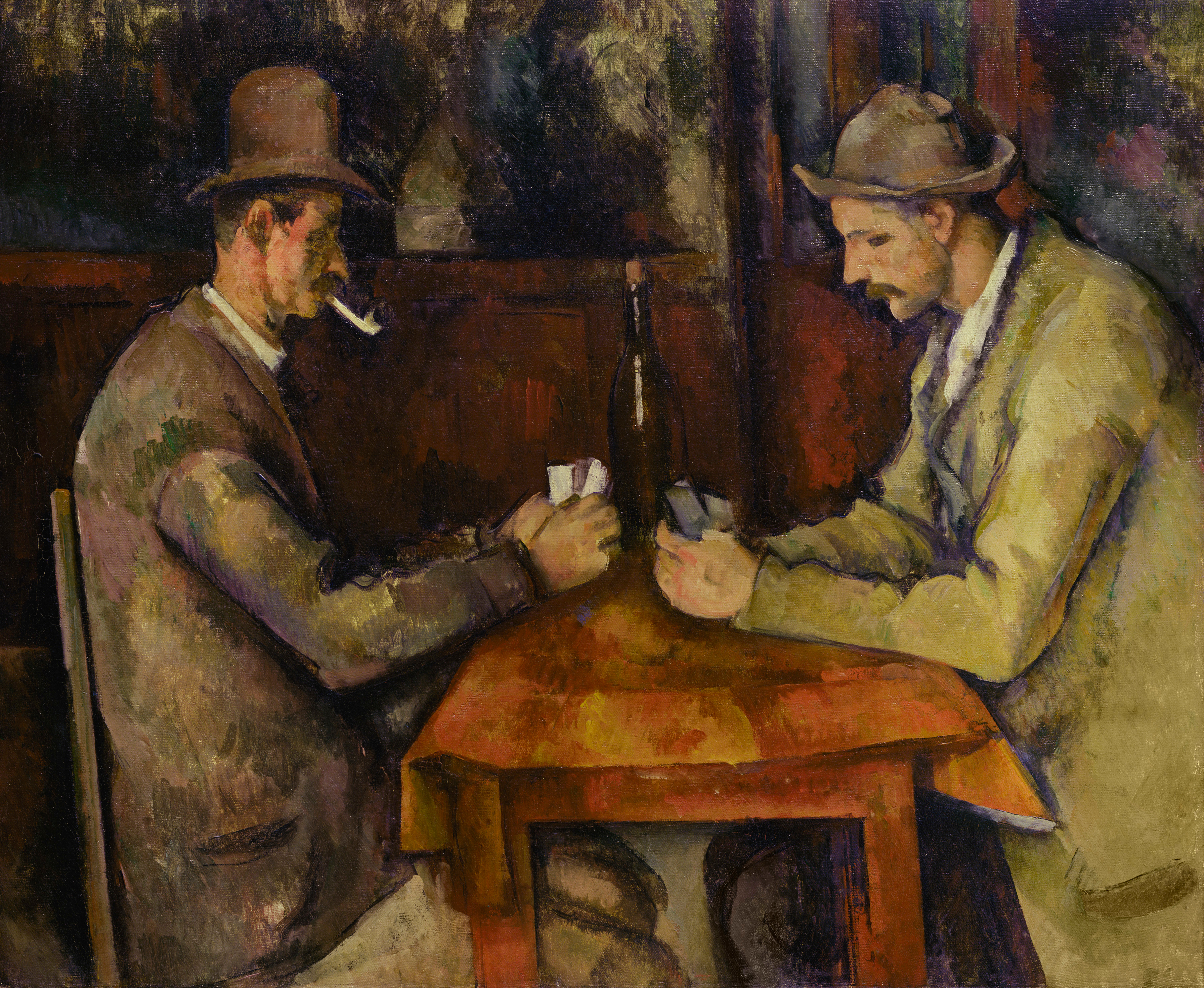
Pintura de Cézanne, adquirida em 2011 pela Família Real do Catar por um preço recorde acima de US$ 250 milhões
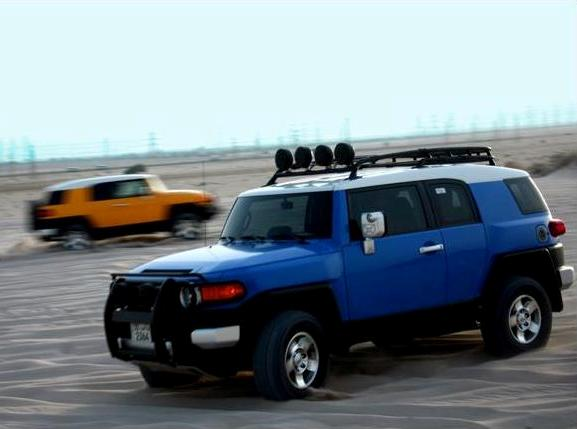
Veículos Toyota no Kuwait, onde a montadora japonesa detém uma participação de mercado dominante